# Distrikte der Elfenbeinküste

Distrikte der Elfenbeinküste

Seit dem 28. September 2011 unterteilt sich die Elfenbeinküste in zwölf Distrikte sowie die zwei autonomen Stadtdistrikte Abidjan und Yamoussoukro. Bis dahin hatten 19 Regionen die oberste Verwaltungsebene gebildet. Die Distrikte unterteilen sich in 31 Regionen, die Regionen in 107 Departements und diese wiederum in 197 Gemeinden.
| Distrikt           | Hauptstadt | Regionen                        |
| ------------------ | ---------- | ------------------------------- |
| Bas-Sassandra      | San-Pédro  | Nawa, San-Pédro, Gbôklé         |
| Comoé              | Abengourou | Indénié-Djuablin, Sud-Comoé     |
| Denguélé           | Odienné    | Folon, Kabadougou               |
| Gôh-Djiboua        | Gagnoa     | Gôh, Lôh-Djiboua                |
| Lacs               | Dimbokro   | N’Zi, Iffou, Bélier, Moronou    |
| Lagunes            | Dabou      | Agnéby-Tiassa, Mé, Grands Ponts |
| Montagnes          | Man        | Tonkpi, Cavally, Guémon         |
| Sassandra-Marahoué | Daloa      | Haut-Sassandra, Marahoué        |
| Savanes            | Korhogo    | Poro, Tchologo, Bagoué          |
| Vallée du Bandama  | Bouaké     | Hambol, Gbêkê                   |
| Woroba             | Séguéla    | Béré, Bafing, Worodougou        |
| Zanzan             | Bondoukou  | Bounkani, Gontougou             |